# Magnus Georg Danckwardt
Magnus Georg Danckwardt, född 5 juni 1788 på Yxkullsund, Berga socken, Småland, död där 8 november 1861, var en svensk riksdagsman och ämbetsman. Han var brorson till Carl Adolph Danckwardt.

## Biografi
Magnus Georg Danckwardt var son till lagmannen Magnus Gustaf Danckwardt. Han blev student vid Lunds universitet 1801, avlade teologie examen 1801, hovrättsexamen 1802 och kameralexamen 1804. Danckwardt blev därefter auskultant i Göta hovrätt 1804, extra ordinarie kanslist i justitierevisionsexpeditionen 1805 och samma år även i inrikes civilexpeditionen. År 1807 blev han kopist i inrikes civilexpeditionen och 1810 kanslist i kammarexpeditionen och senare samma år protokollssekreterare där. Han bevistade riksdagarna 1815, 1823, 1828–1830, 1834–1835, 1840–1841 och 1844–1845 som representant för sin ätt och var under tiden bland annat elektor för adelsståndets utskottsval 1815. Danckwardt blev förste expeditionssekreterare vid kammarexpeditionen 1816, var tillförordnad statssekreterare vid kammarexpeditionen 1820 och på obestämd tid från 1821. Han var ledamot av kommittén angående sysslolösa personer 1825–1828, av kommittén angående instruktion och stat för bergskollegiet jämte mynt- och kontrollverken 1828–1832, av kommittén angående förändrat sätt för kungörelsers meddelande 1830–1833, av kommittén angående ändringar i 1827 års skiftesstadga 1831–1832, av kommittén angående förbättrad organisation av Kunglig Majestäts kansli (betänkande avgivet 1833) samt av kommittén angående vilka påbud och stadganden som i kyrka och häradsting skulle uppläsas 1834–1837. Danckwardt blev ordinarie statssekreterare 1826. Han erhöll avsked 1838. Danckwardt blev riddare av nordstjärneorden 1822, kommendör av nordstjärneorden 1827, 1844 kommendör med stort kors av samma orden.